# Guanzixiang (ort i Kina, Sichuan Sheng, lat 30,23, long 107,16)
Guanzixiang (kinesiska: 罐子乡) är en ort i Kina. Den ligger i provinsen Sichuan, i den sydvästra delen av landet, omkring 300 kilometer öster om provinshuvudstaden Chengdu. Antalet invånare är 15 166. Befolkningen består av 7 402 kvinnor och 7 764 män. Barn under 15 år utgör 22,0 %, vuxna 15-64 år 64 %, och äldre över 65 år 12,0 %.
Runt Guanzixiang är det tätbefolkat, med 613 invånare per kvadratkilometer. Närmaste större samhälle är Shiyan, 15,9 km söder om Guanzixiang. Omgivningarna runt Guanzixiang är en mosaik av jordbruksmark och naturlig växtlighet.
Genomsnittlig årsnederbörd är 1 585 millimeter. Den regnigaste månaden är maj, med i genomsnitt 299 mm nederbörd, och den torraste är januari, med 17 mm nederbörd.